# Iridobapta subfuscata
Iridobapta subfuscata là một loài bướm đêm trong họ Geometridae.